# 李充實
李充實（1535年—？），字中虛，號益斋，直隸興州左屯衛人，官籍，明朝政治人物。

## 生平
順天府鄉試第三十五名舉人。嘉靖四十四年（1565年）中式乙丑科三甲第一百零九名進士。刑部观政，本年八月授潞安府推官，隆慶二年（1568年）六月升户部主事，四年九月升遼東管粮郎中，萬曆元年（1573年）十月復除本部，二年闰十二月復除本部，五年二月任苏州府知府，八年正月升河東運使，十一年正月致仕，卒。

## 家族
曾祖李偉，正千戶；祖父李敬；父李聘暘，母張氏，封太安人。弟充蔚（恩贡生）、充美（儒官）、充养、充榮，俱庠生；充周、充大（庠生）。